# Georges Bardawil
Georges Bardawil (Marsella, 7 de gener de 1934 – Bastia, 18 de febrer de 2019) és un escriptor, assagista, periodista, escenògraf i director de cinema francès.

## Biografia
Fruit d'una aposta, va publicar a la Série noire Aimez-vous les femmes? (1961), una novel·la policíaca que va aconseguir un gran èxit i va ser adaptada sota el mateix títol al cinema el 1964 de Jean Léon, sobre un guió de Roman Polanski i Gérard Brach.
Com a guionista, va escriure els guions de tres pel·lícules als anys seixanta. Paral·lelament, va començar la carrera de periodista a Paris Match, després es va convertir en un dels fundadors el 1967 de la revista Photo. Després es va interessar per la indústria de la restauració i va obrir el restaurant L'Atelier de Maître Albert al 1r districte de París, després La Photogalerie , tant un restaurant com una galeria de fotos, abans de fundar L'Écluse à Paris, la primera enoteca a Bordeus, que es va convertir en una cadena homònima.
Després de la publicació d'una biografia de la comunista francesa Inès Armand l'any 1993, va passar darrere de la càmera i va dirigir a Rússia la pel·lícula Confidences à un inconnu (Ispoved neznakomtsu) el 1995, amb Sandrine Bonnaire, William Hurt i Jerzy Radziwilowicz. El 2007 va publicar Une promesse de vin, un llibre-reportaje il·lustrat amb fotografies d'Isabelle Rozenbaum.

## Obres

### Novel·les
- Aimez-vous les femmes ?, Paris, Gallimard, Série noire n° 641, 1961 ; réédition, Paris, Gallimard, La Poche noire n° 23, 1967 ; réédition, Paris, Gallimard, Carré noir n° 260, 1977

### Altres publicacions
- Au clair de terre : l'Europe des satellites, hommes et techniques, Bruxelles, Éditions Arcade, 1972
- Inès Armand : biographie, Paris, J.-C. Lattès, 1993
- Une promesse de vin : des terroirs et des hommes, Genève, Minerva, 2007

### Filmografia

#### Com a guionista
- 1965 : Par un beau matin d'été, dirigida per Jacques Deray,
- 1966 : Avec la peau des autres, film français réalisé par Jacques Deray, avec Lino Ventura
- 1966 : Carré de dames pour un as, dirigida per Jacques Poitrenaud

#### Com a directir i guionista
- 1995 : Confidences à un inconnu (Ispoved neznakomtsu)

#### Adaptació
- 1964 : Aimez-vous les femmes ?, dirigida per Jean Léon, amb guió de Roman Polanski i diàlegs de Gérard Brach